# Myrcia maximiliana
Myrcia maximiliana är en myrtenväxtart som beskrevs av Otto Karl Berg. Myrcia maximiliana ingår i släktet Myrcia och familjen myrtenväxter. Inga underarter finns listade i Catalogue of Life.